# Palestijnen

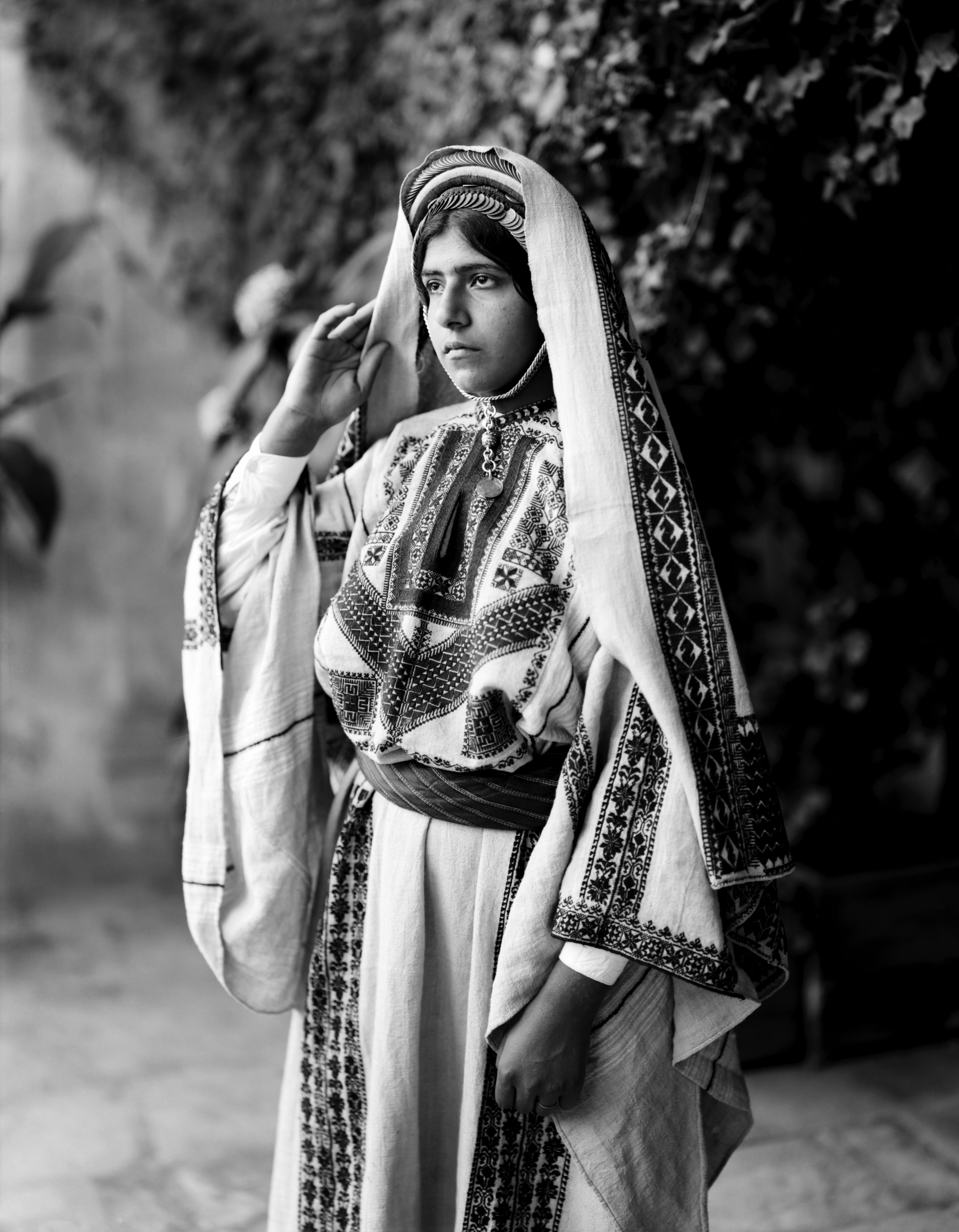
Palestijnse vrouw uit Ramallah op haar trouwdag (foto is gedateerd tussen 1898 en 1914).

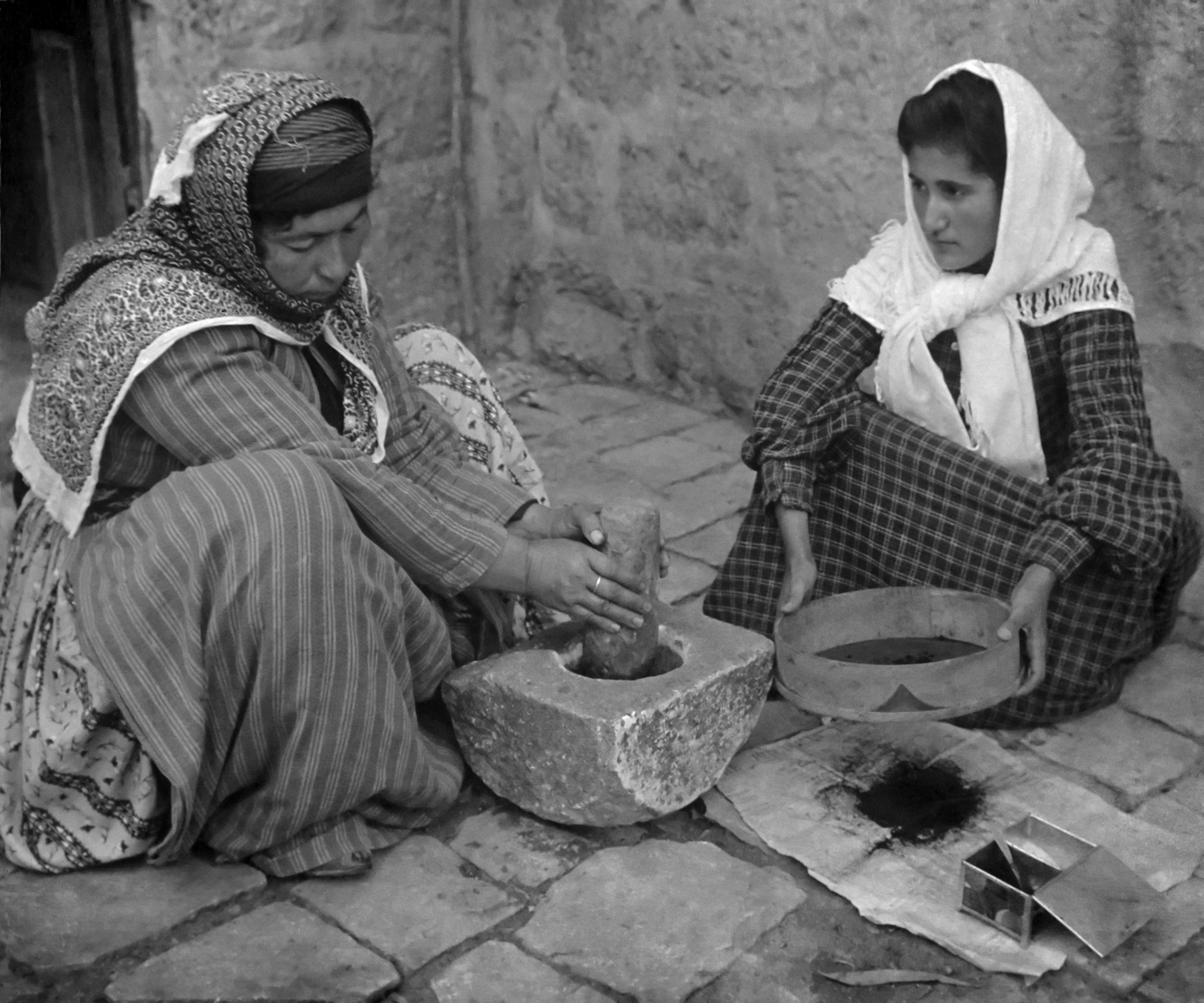
Palestijnse vrouwen malen koffie, omstreeks 1905.

De Palestijnen zijn een Arabische etnonationale groep die de historische regio Palestina bewoont of heeft bewoond en oorspronkelijk uit het Arabisch Schiereiland komt.  Ze vormen een homogene gemeenschap die een gedeelde culturele en etnische identiteit deelt, Palestijns Arabisch spreekt en nauwe religieuze, taalkundige en culturele banden heeft met andere Arabieren uit de Levant.
In 1919 vormden Palestijnse moslims en christenen 90 procent van de bevolking van Palestina, vlak voor de derde golf van Joodse immigratie en de oprichting van het Britse Mandaat Palestina na de Eerste Wereldoorlog. Verzet tegen Joodse immigratie stimuleerde de vorming van een nationale identiteit, hoewel de Palestijnse samenleving nog steeds verdeeld werd door regionale, familiale en religieuze verschillen en klasse.
De geschiedenis van de Palestijnse nationale identiteit is een omstreden kwestie onder wetenschappers. Voor sommigen verwijst de term "Palestijns" naar het concept van een Palestijns volk zoals dit door Palestijnse Arabieren vanaf de late 19e eeuw en in de periode vóór de Eerste Wereldoorlog vorm kreeg, terwijl anderen stellen dat de Palestijnse identiteit de geschiedenis omvat van alle voorgaande periodes in de geschiedenis van Palestina. Na de Israëlische Onafhankelijkheidsverklaring, de verdrijving van Palestijnen in 1948, en nog meer na de Palestijnse exodus van 1967, is de term "Palestijns" sterk verbonden geraakt met een gevoel van een gedeelde toekomst een aspiraties voor een Palestijnse staat.
Sinds 1948 wonen Palestijnen voor een groot deel in de (gedeeltelijk erkende) staat Palestina en voor een deel in Israël, waar zij ongeveer een vijfde deel van de bevolking uitmaken.

## Geschiedenis
De bevolking van het huidige Palestina was in de 5e eeuw grotendeels christelijk en bestond uit de afstammelingen van Joden, andere Semitische groepen (zoals Samaritanen, Arameeërs of Nabateeërs) en niet-Semitische groepen zoals de Filistijnen. In 638 viel de regio in handen van kalief Omar en werd de bevolking in de daarop volgende eeuwen geïslamiseerd en verving het Arabisch het Aramees als de dominante taal.
In de tijd van het Ottomaanse Rijk was Palestina geen afgebakend geografisch gebied. Bestuurlijk was het gebied verdeeld over de Sanjaks Jeruzalem, Acre, Nablus, de Vilayet Beiroet en (onder de gouverneur van) Damascus. Het maakte deel uit van de landstreek Syrië. Na de Eerste Wereldoorlog kreeg Frankrijk het bestuur over het huidige Syrië en Libanon en het Verenigd Koninkrijk over de regio Palestina (inclusief Transjordanië het gebied ten oosten van de Jordaan).
Na de Arabisch-Israëlische Oorlog van 1948, die door de Palestijnen Nakba wordt genoemd, werd 80 procent van de Palestijnse bevolking uit het Israëlische deel van Palestina gedood, verdreven of is gevlucht, verblijven veel Palestijnen nog steeds in Vluchtelingenkampen op de Westelijke Jordaanoever die Israël na de oorlog van 1967 heeft bezet, evenals in Jordanië of elders in de diaspora.
Het deel van de Palestijnen dat na de Arabisch-Israëlische Oorlog van 1948 in Israël woonachtig was, werd met de ondertekening van de Nationaliteitswet van 1952 Israëlisch staatsburger. De hoofdreden om de Palestijnen in Israël het Israëlische staatburgerschap te verlenen was de Israëlische onafhankelijkheidsverklaring, waarin gelijke rechten voor alle inwoners werd beloofd, ongeacht hun geloof, ras of geslacht. Daarnaast waren er ook praktische overwegingen, zoals het voorkomen van een stateloze minderheid binnen de grenzen en het voorkomen dat Palestijnen die tijdens en na de oorlog waren gevlucht terug zouden keren. In de twaalf jaar na het beëindigen van de vijandelijkheden in 1949, wordt geschat dat het Israëlische leger tussen de 3.000 en 5.000 Palestijnen heeft gedood die om verschillende redenen de demarcatielijn tussen Israel en Jordanië probeerden over te steken
De moedertaal van deze Palestijnen is voornamelijk Arabisch. Deze Palestijnse Israëli worden door Israël aangeduid als Arabische Israëliërs. Bedoeïenen die oorspronkelijk in historisch Palestina woonachtig waren en/of in dit gebied als nomaden hun vee hoedden zijn sinds 1948 hetzij burger van Israël, hetzij inwoner van Palestina.

### Etymologie
De geschiedenis van het woord Palestina gaat terug tot de late bronstijd. Het is afkomstig van het Hebreeuwse Pəlištī, dat achtereenvolgens in het Grieks als Παλαιστίνη en later in het Latijn werd overgenomen als Palæstina. Het woord verwijst naar de Filistijnen, een oorspronkelijk Griekstalig volk dat zich rond de 13e eeuw v.Chr. vanuit Kreta in het toenmalige Kanaän, specifiek in en rond het gebied van de huidige Gazastrook, vestigde. De Arabische variant luidt فلسطين, dat getranslitereerd kan worden als Filasṭīn, Falasṭīn of Filisṭīn.
Het gebruik van de aanduiding Palestina voor (delen) van de Levant komt al voor in de Oudheid. Het werd onder andere gehanteerd door Herodotus (5e eeuw v.Chr.) en Plinius de Oudere (1e eeuw). Ook op munten die werden geslagen tijdens de regering van Vespasianus (69-79) wordt de aanduiding al gebruikt. Met het doel Joodse opstandelingen te vernederen voor de Bar Kochba-opstand, wijzigt keizer Hadrianus in 136 n.Chr. de naam van de Romeinse provincie Judea in Syria Palaestina. Tweeënhalve eeuw later delen de Oost-Romeinse keizers deze provincie in tweeën, waardoor de provincies Palaestina Prima en Palaestina Secunda ontstaan en de naam Palestina sterk met de regio verbonden raakt.

## Nationalisme
De eerste vormen van Palestijns nationalisme waren onderdeel van een breder Arabische vorm van nationaal bewustzijn, waarbij men als Groot-Syrië onafhankelijk wilden worden van het Ottomaanse rijk. In 1919 organiseerden de Palestijnen hun eerste congres waarbij ze kenbaar maakten dat ze nationalistische ambities hadden. Een jaar was er sprake van de term "Palestijnen" waarmee de Arabieren in Palestina zich identificeerden. De ontwikkeling van de Palestijnen als volk was identiek aan de volkeren in de Levant; allen streefden eerst naar een Groot-Syrië dat onafhankelijk zou worden van het Ottomaanse rijk en werden later als nationale volken erkend. Het verschil tussen de Palestijnen en andere volken is dat hun bestaan als nationaal volk door de Britten niet werd erkend vanwege de koloniale plannen van het Britse rijk.
Het Palestijnse vluchtelingenprobleem ontstond tijdens de Arabisch-Israëlische Oorlog van 1948. Volgens cijfers van de VN bedroeg het aantal gevluchte Arabische Palestijnen in de periode 1947-1949 zo'n 711.000.
Het Palestijns nationalisme is, na de stichting van de staat Israël met name in de jaren zestig sterker geworden. In 1964 werd de Palestijnse Bevrijdingsorganisatie PLO (Palestine Liberation Organization) opgericht. De Arabisch-Palestijnse politicus Zahir Muhsein (in 1948 naar Jordanië gevlucht en aanhanger van het Ba'athisme in Syrië) was van mening dat Palestijnen deel uitmaken van een groter Arabisch geheel, evenals Jordaniërs, Syriërs en Libanezen, en dat in het conflict met Israël een Palestijnse (id)entiteit nodig is om op te komen voor hun nationale rechten in Palestina.
In 1969 werd Yasser Arafat voorman van de PLO. In deze periode, aan het eind van de jaren zestig en het begin van de jaren zeventig, werden door Palestijnen diverse vliegtuigkapingen en aanslagen gepleegd, waaronder de moord op 11 Israëlische atleten tijdens de Olympische Zomerspelen in München.
In 1974 erkende de Algemene Vergadering van de Verenigde Naties in Resolutie 3237 de PLO als waarnemer bij de V.N. en vertegenwoordiger van het Palestijnse volk.
Met de Oslo-akkoorden van 1993 en 1995 werd een Palestijnse Nationale Autoriteit (PNA) opgericht, waarin de Palestijnen zelfbestuur kregen op de Westelijke Jordaanoever en in de Gazastrook. Arafat was tot zijn overlijden in 2004 president van de PNA.

## Vluchtelingen

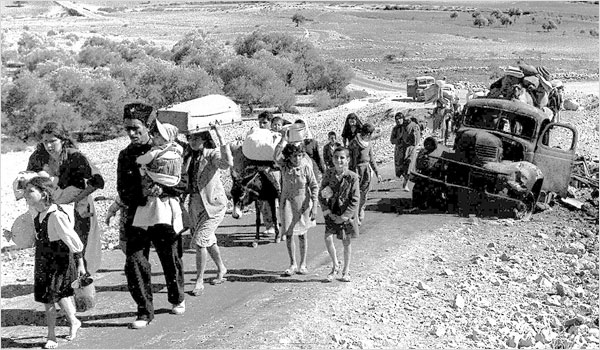
Palestijnse vluchtelingen in 1948

Gedurende de oorlogen met Israël in de periode 1947-1949 en 1967, zijn bijna 1 miljoen Palestijnen ontheemd geraakt, uit hun geboorteland verdreven of daaruit gevlucht.
In 1949 werd voor hulp aan de Palestijnse vluchtelingen, naast het Hoog Commissariaat voor de Vluchtelingen (UNHCR) van de VN, een aparte organisatie opgericht: de UNRWA (UN Relief and Works Agency). Palestijnse vluchtelingen worden door deze organisatie gedefinieerd als: personen die in Palestina woonden tussen juni 1946 en mei 1948, die zowel hun huis als hun bron van inkomsten zijn kwijtgeraakt als gevolg van het Arabisch-Israëlisch conflict in 1948, en de nakomelingen van deze personen. Bij nakomelingen gaat het om zonen of dochters van mannelijke vluchtelingen. Ook de (achter)kleinkinderen van mannelijke vluchtelingen worden als vluchteling aangemerkt. Er is geen ander conflict ter wereld waarin de UNHCR ook nakomelingen van vluchtelingen als 'vluchteling' ziet. De meeste oorspronkelijke vluchtelingen werden in kampen van de UNRWA ondergebracht. Veel van hun nakomelingen wonen hier nog steeds.
Volgens de officiële schatting van de VN waren er in 1948 oorspronkelijk 711.000 Palestijnse vluchtelingen. Van de oorspronkelijke vluchtelingen uit 1948 zijn nog ongeveer 30.000 in leven. Het geregistreerde aantal vluchtelingen is volgens de definities van de UNRWA opgelopen van 750 duizend in 1950 tot ruim 5,1 miljoen op 1 januari 2015, waarvan ruim 1,5 miljoen, zo'n 30%, in de 58 vluchtelingenkampen in Jordanië, Libanon, Syrië en Palestina. Alleen in Jordanië kreeg een deel van hen burgerrechten.

### In Palestina zelf
In december 2016 woonden in de Gazastrook ongeveer 2,1 miljoen mensen, inclusief zo'n 1,7 miljoen Palestijnse vluchtelingen, waarvan meer dan een half miljoen in acht kampen; in december 2016 woonden op de Westelijke Jordaanoever 809.738 vluchtelingen, waarvan een kwart in negentien kampen, terwijl de meeste anderen in steden en dorpen leefden.
In de kampen in de Gazastrook wonen vluchtelingen zowel uit Israël als inwoners uit de Gazastrook zelf die gevlucht waren vanwege de bombardementen en verwoestingen door Israël in de voorgaande oorlogen.

### In Libanon
Op 1 januari 2015 woonden er 453 duizend Palestijnse vluchtelingen in Libanon.
Volgens een sociaal-economische enquête in 2010 door de UNRWA onder Palestijnse vluchtelingenhuishoudens in Libanon zijn de omstandigheden daar erbarmelijk.
Slechts 37% van de Palestijnen heeft werk. Tot 2005 hadden zij geen toegang tot 73 beroepsgroepen. Dit aantal is in 2010 teruggebracht tot 30 beroepen, waaronder de vrije beroepen zoals het beroep van arts.

### In Jordanië
Op 1 januari 2015 woonden er in Jordanië ruim 2,1 miljoen Palestijnse vluchtelingen.
In een publicatie van 2008 staat geschreven dat, hoewel de Palestijnen in Jordanië ongeveer de helft van de bevolking uitmaken, zij ondervertegenwoordigd zijn in het Jordaanse bestuur. Negen van de 55 senatoren die door de koning zijn benoemd zijn Palestijns en in de kamer van afgevaardigden bezetten zij 18 van de 110 zetels. Palestijnen worden gediscrimineerd op de arbeidsmarkt en hun toegang tot de universiteit is beperkt.
In 1970 pleegden Palestijnse organisaties in Jordanië een mislukte staatsgreep, beter bekend als de Zwarte September. Het gewapende conflict tussen Palestijnen en Jordaniërs leidde tot veel burgerslachtoffers, een verbod op de Palestijnse Bevrijdingsorganisatie (PLO) en de verdrijving van vele Palestijnen vanuit Jordanië naar Libanon.

### In Syrië
Op 1 januari 2015 woonden er 528 duizend Palestijnse vluchtelingen, onder meer in Jarmuk dat van vluchtelingenkamp is uitgegroeid tot een grote stadswijk bij Damascus. Door de Syrische Burgeroorlog is meer dan de helft van de Palestijnen in Syrië gevlucht: 280.000 mensen zijn binnen Syrië gevlucht en 120.000 zijn naar de buurlanden gevlucht.

### Palestijnse diaspora
In het Midden-Oosten wonen grote gemeenschappen van Palestijnen buiten de Palestijnse gebieden. De meesten wonen in de directe omgeving van Palestina.Jordanië kent traditioneel een grote gemeenschap, die ruim drie miljoen mensen groot is. In Israël wonen 1,6 miljoen Palestijnen, en in Libanon ruim tweehonderdduizend. Andere grote gemeenschappen wonen in Qatar en Saoedi-Arabië, elk ongeveer vierhonderdduizend groot. In Chili woont de grootste hoeveelheid van de Palestijnse diaspora buiten de Arabische wereld, die op vijfhonderdduizend wordt geschat.

### Terugkeer
De terugkeer van Palestijnse vluchtelingen en hun nakomelingen naar hun geboorteland, eigendommen en familieleden is sinds 1948 een cruciaal punt in het conflict tussen enerzijds Israël en anderzijds de Arabische landen en de Palestijnen.
Op 17 september 1948 werd de door de Verenigde Naties aangestelde bemiddelaar Folke Bernadotte door zionistische strijders van de Lechi / Sterngroep vermoord. De aanslagplegers droegen daarbij Israëlische legeruniformen. In die tijd was Yitzhak Yezernitsky een van de leiders van Lechi. Bernadotte had in zijn rapport aan de Verenigde Naties met betrekking tot de terugkeer van de Palestijnse vluchtelingen geschreven: “It would be an offence against the principles of elemental justice if these innocent victims of the conflict were denied the right to return to their homes, while Jewish immigrants flow into Palestine”. De Veiligheidsraad van de Verenigde Naties verzocht de Israëlische regering de aanslag te onderzoeken en een rapport erover aan de Raad te overhandigen. Israël wist de aanslagplegers niet op te sporen en heeft hierover niet gerapporteerd. De Lechi-groep, waarvan enkele latere politici lid waren, werd door Israël als terroristische groep betiteld en ontbonden. Enkele opgepakte strijders vielen begin 1948 vóór de Knessetverkiezingen onder een algemene amnestieregeling.
Op 11 december 1948 nam de Algemene Vergadering van de Verenigde Naties de Resolutie 194 aan: Vluchtelingen die naar hun woongebieden willen terugkeren en met hun buren in vrede willen leven moet dit zo snel mogelijk worden toegestaan of er moet schadevergoeding worden betaald voor de bezittingen van degenen die niet wensen terug te keren. Israël weigert tot nu toe deze onvoorwaardelijke toelating van Palestijnse vluchtelingen. Alle Arabische landen stemden tegen de resolutie. Vanaf die tijd komt dit elk jaar als agendapunt op de Algemene Vergadering van de VN terug.
Israël, dat een groot aantal Joodse vluchtelingen uit de Arabische wereld heeft opgevangen, weigert de Palestijnse vluchtelingen en hun nakomelingen in Israël op te nemen, en hun humanitaire rechten te erkennen. Het voert als argument aan dat hun toelating een bedreiging voor Israël zou betekenen. Israël zou wel bereid zijn om dit onderwerp bij verdere onderhandelingen op te nemen in een algemeen akkoord over alle kwesties.
In een open document van de Verenigde Naties van 30 juni 1979 wordt het recht op terugkeer van de Palestijnse vluchtelingen in Resolutie 194 Algemene Vergadering Verenigde Naties nog eens aangehaald.